# Maximilian Maria von Thurn und Taxis

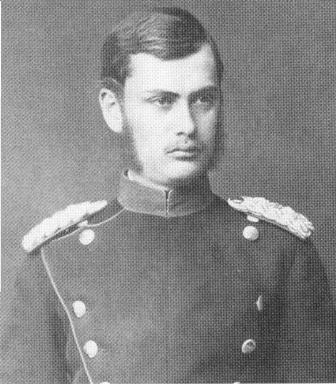
Maximiliaan Maria Karel Jozef Gabriël Lamoraal von Thurn und Taxis

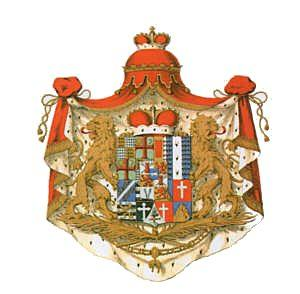
Wapen van Thurn und Taxis

Maximiliaan Maria Karel Jozef Gabriël Lamoraal von Thurn und Taxis (Dischingen, 24 juni 1862 - Regensburg, 2 juni 1885) was de zevende vorst van Thurn und Taxis.
Hij was het derde kind en de oudste zoon van Maximilian Anton Lamoral von Thurn und Taxis en Helene in Beieren. Zijn vader zou in 1867 als erfprins van Thurn und Taxis overlijden. Maximiliaan Maria's grootvader Maximilian Karl von Thurn und Taxis, zou in 1871 als de zesde vorst sterven. In dat jaar volgde Maximilian Maria hem op, maar omdat hij toen pas negen jaar oud was, nam zijn moeder, prinses Helene in Beieren, een zuster van de Oostenrijkse keizerin Elisabeth, het regentschap waar.
Maximiliaan Maria kreeg aanvankelijk privé-onderricht. Vanaf 1880 studeerde hij aan verschillende Duitse universiteiten. Hij had een zekere wetenschappelijke en culturele belangstelling. Al op jonge leeftijd zette hij de archivaris van Thurn und Taxis ertoe aan een geschiedenis van zijn Huis te schrijven. Ter gelegenheid van zijn troonsbestijging in 1883, schonk hij gul voor de stichting van instellingen die zich in de stad Regensburg met de armenzorg bezighielden. Ook liet hij de Huiskerk van Sankt Emmeram grondig restaureren. Ook het Slot Sankt Emmeram onderwierp hij aan een grondige restauratie.
Maximiliaan Maria werd plotseling erg ziek, toen hij van een Auerhoenjachtpartij bij zijn oom - de Oostenrijkse keizer Frans Jozef I - terugkeerde in Regensburg. Maximiliaan Maria, die al sinds zijn jeugd een zwak hart had, bleef verzwakt en wel de vorderingen van de restauratie van zijn slot volgen. Niettemin overleed hij op bijna 23-jarige leeftijd aan wat een hartverlamming werd genoemd. Zijn broer Albert volgde hem op en werd de laatste regerend vorst van Thurn und Taxis.